# 格德斯綠地
格德斯綠地（Golders Green）是英國倫敦的一個地區，在行政區劃上屬於巴內特倫敦自治市。格德斯綠地的歷史可以追溯至18世紀，但其真正發展為倫敦郊區是在19世紀後期。格德斯綠地位於查令十字西北5.5英里（8.5公里）處。在歷史上格德斯綠地屬於米德塞克斯郡。